# تولكابون
تولكابون (بالإنجليزية: Tolcapone)‏؛ هو دواءٌ يُستعمَل لعلاج مرض باركنسون (PD)، ويباع تحت الاسم التجاري (بالإنجليزية: Tasmar)‏. وهو مُثبِّطٌ انتقائيٌّ وقوي المفعول لإنزيم ناقلة ميثيل-O الكاتيكول (COMT). أظهر هذا الدواء سميةً بالغةً في الكبد مما أدى إلى تعليق تصاريح تسويقه في عددٍ من البلدان.

## الاستخدامات الطبية
يُستخدم تولكابون عاملًا مساعدًا مع أدوية كاربيدوبا/ليفودوبا أو ليفودوبا/بنسيرازيد لعلاج مرض باركنسون. ليفودوبا دواء أولي للدوبامين، يُقلِّل من أعراض مرض باركنسون. وكاربيدوبا وبنسيرازيد مثبطان لنازعة كربوكسيل L-الحمض الأميني العطري.
بدون إعطاء تولكابون، ستتلاشى الآثار المفيدة لليفودوبا بسرعة أكبر، مما يؤدي إلى تقلبات حركية.

## موانع الاستعمال
يُمنع استعمال تولكابون مع مثبطات أكسيداز أحادي الأمين مثل فينيلزين أو ترانيلسيبرومين.
يُمنع استعمال تولكابون -كذلك- للأشخاص المصابين بأمراض الكبد أو في حالة ارتفاع إنزيمات الكبد.